# Miljenko Belić
Miljenko Belić (Đakovo, 26. veljače 1921. – Zagreb, 29. siječnja 2008.) bio je hrvatski katolički svećenik, isusovac i filozof.

## Životopis
Sin je odvjetnika i pravnog pisca Matije te pjesnikinje Paule. Brat je crkvenog povjesničara Predraga Belića.
Osnovnu školu završio je u Đakovu, a gimnaziju 1939. godine u Travniku. Studirao je filozofiju i teologiju na Bogoslovnom fakultetu u Zagrebu od 1942. do 1949. godine. Tamo je 1962. godine doktorirao tezom „Mariologija o. Antuna Kanižlića D. I. (1699–1777)”.
Dana 14. kolovoza 1949. zaređen je za svećenika. Djelovao je kao profesor i odgojitelj na Filozofsko-teološkom institutu u Zagrebu, na Visokoj bogoslovnoj školi u Đakovu i Sarajevu. Bio je upravitelj navedenih učilišta u Zagrebu (1963. – 1966.) i Sarajevu (1969. – 1972.).
U filozofiji se bavio mišlju sv. Tome Akvinskog, sv. Bonaventure i Ivana Dunsa Škota.

## Djela
- „Čovjek i kršćanstvo” (Zagreb, 1967.)
- „Metafizička psihologija” (Đakovo, 1967.)
- „Ontologija” (Đakovo, 1967.)
- „Filozofija starih Grka i Rimljana” (Zagreb, 1978.)

## Počasti
- Zbornik radova „Ljepota istine” u povodu 75. obljetnice života (Zagreb, 1996.)[2]

### Članci
- Bošnjaković, Antun. 1983. Belić, Miljenko. Hrvatski biografski leksikon. Zagreb.  journal zahtijeva |journal= (pomoć)
- Josipović, Marko. 2008. Rudolf Brajčić, Miljenko Belić, Stjepan Kuzmić. Profesori na Vrhbosanskoj katoličkoj teologiji. Vrhbosnensia. Univerzitet u Sarajevu – Katolički bogoslovni fakultet. Sarajevo. 12 (1): 203–206